# Uadi Maghara
Uadi Maghara è una località situata nella parte meridionale della Penisola del Sinai.

La sua importanza è legata alla presenza di miniere di turchese sfruttate fin dal periodo predinastico e un rilievo con il nome del sovrano Semerkhet conferma lo sfruttamento delle miniere anche durante la I dinastia.

Dalla III dinastia egizia lo sfruttamento di queste miniere è attestato da una grande quantità di iscrizioni e graffiti rinvenuti, incisi sulle rocce circostanti, che testimoniano le spedizioni organizzate dai sovrani egizi, come quella del sovrano Sanakht, per ottenere il controllo del territorio, in contrapposizione alle tribù di beduini nomadi, della penisola del Sinai.

Un'altra iscrizione attesta che il sovrano Amenemhat III della XII dinastia fece cercare nel uadi rame e malachite.

Sono state rinvenute stele con vari nomi di sovrani egizi tra cui Snefru e Cheope.

Nel 1905 l'egittologo Flinders Petrie riportò alla luce un villaggio di operai e numerosi manufatti.